# 氷川神社 (富士見市鶴馬)
氷川神社（ひかわじんじゃ）は、埼玉県富士見市の神社。

## 歴史
創建年代は不明である。ただ江戸時代後期の地誌『新編武蔵風土記稿』に記載されていることから、その頃には既に存在していたものと推測される。来迎寺と三光院が別当寺であった。
1872年（明治5年）、近代社格制度に基づく「村社」に列せられ、1907年（明治40年）の神社合祀により周辺の5社（境内社含む）が合祀された。

## 交通アクセス
- 鶴瀬駅より徒歩12分。